# 우시시르섬
우시시르섬(러시아어:Ушишир, 일본어:宇志知島)은 러시아 사할린주의 쿠릴 열도 중부에 속하는 여러 섬들 중 하나이다. 이 섬은 작은 여러 섬과 암초, 바위 등으로 이루어져 있는 화산섬이다. 이 섬은 1875년부터 1945년까지는 일본의 영토였으며 1945년 이후에는 러시아의 영토가 되었다. 현재 일본은 이 섬의 영유권 주장을 완전히 포기해 버렸다. 이 섬은 리폰키차 섬(Рыпонкича)과 얀키차(Янкича) 섬으로 이루어져 있다.